# アルミニウム陽極酸化処理技能士
アルミニウム陽極酸化処理技能士（アルミニウムようきょくさんかしょりぎのうし）とは、国家資格である技能検定制度の一種で、アルミニウム及びアルミニウム合金のアルミニウム陽極酸化処理（Anodizing]）のために必要な技能を認定された者である。都道府県知事（問題作成等は中央職業能力開発協会、試験の実施等は都道府県職業能力開発協会）が実施する、アルミニウム陽極酸化処理に関する学科及び実技試験に合格しなければならない。
なお職業能力開発促進法により、アルミニウム陽極酸化処理技能士資格を持っていないものがアルミニウム陽極酸化処理技能士と称することは禁じられている。
アルミニウム陽極酸化処理技能士は、職業訓練指導員 (金属表面処理科)の実技試験免除資格になっている。

## 級別
1級、2級の別がある。

## 実技作業試験内容（陽極酸化処理作業）
- 1級

1. 硫酸陽極酸化処理及び着色皮膜処理（交流電解着色又は有機染色のどちらか一方）
2. 電解液中の遊離硫酸濃度の分析及び濃度調整計算、溶存アルミニウム濃度の分析
3. 試験材の皮膜厚さ測定及びアルカリ滴下試験

試験時間＝3時間20分
- 2級

1. 硫酸陽極酸化処理
2. 電解液中の遊離硫酸濃度の分析及び濃度調整計算
3. 試験材の皮膜厚さ測定

試験時間＝2時間15分